# Castell Vell d'Albaida
El Castell Vell se situa en un turó, conegut com a Muntanya Real als segles XV, XVI i XVII, al sud del nucli urbà de la població d'Albaida (Vall d'Albaida, País Valencià), en una situació molt estratègica per dominar la zona. Està catalogat com Bé d'interès cultural.

## Descripció historicoartística
Originalment va ser una fortalesa ibèrica, estant ocupada de forma ininterrompuda al llarg dels segles; però els elements que han arribat a l'actualitat són de l'època musulmana. Va haver de constituir un important nucli fortificat andalusí, centre militar de tota l'àrea. El castell va ser espoliat poc després del seu abandó, utilitzant-se més tard com a pedrera de pedra i altres materials constructius, la qual cosa va fer que les restes que han arribat fins a nosaltres siguin molt escassos, encara que poden distingir-se trossos de la muralla, dos aljubs i diverses bases de torres quadrades. El material utilitzat per a la construcció va ser maçoneria amb argamassa, a nivell arqueològic s'han detectat elements ibers i preromans.